# Pink Pistols
Pink Pistols är en svensk musikgrupp, Bandet består av Dennis Bröchner, Conny Bäckström, Matias Garzon och Mikael Landby. De medverkade i den andra deltävlingen av Melodifestivalen 2014.

## Historik
Gruppens medlemmar har tidigare varit med i After Dark och Straight Up. Bandet Pink Pistols skapades när de tillsammans under sommaren 2013 träffades för att prata om HBTQ-kulturen och den rådande situationen i Ryssland. De kontaktade därefter Susie Päivärinta som tillsammans med Joakim Törnqvist, Nestor Geli, Frost Per Hed och Diztord skrev låten I am somebody. Låten skickades in till Melodifestivalen 2014 där den togs ut till den andra deltävlingen i Linköping. Bandet släppte en EP med nyproducerat material i mars 2014. Pink Pistols är signad på skivbolaget Ninetone Nation. 

## Diskografi
- 2014 - I am somebody